# Stave River
Der Stave River ist ein 90 km langer rechter Nebenfluss des Fraser River in der kanadischen Provinz British Columbia. 

## Flusslauf
Der Stave River wird vom Stave-Gletscher in den Pacific Ranges auf einer Höhe von etwa 1350 m gespeist. Er strömt anfangs in südlicher, später in südsüdöstlicher Richtung durch das Gebirge. Nach 50 km erreicht der Fluss das nördliche Ende des Stave Lake. 9,5 km oberhalb der Mündung befindet sich der 1921 errichtete Stave Falls Dam. 1925 wurde der Damm erhöht, so dass der Wasserspiegel des Stave Lake angehoben wurde. Unterhalb des Staudamms befindet sich ein Wasserkraftwerk mit einer installierten Leistung von 90 MW. Knapp 3,5 km oberhalb der Mündung wird der Fluss vom im Jahr 1930 fertiggestellten Ruskin Dam zum Hayward Lake aufgestaut. Ein 105-MW-Wasserkraftwerk nutzt das Gefälle zur Energiegewinnung. Der British Columbia Highway 7 (Lougheed Highway) überquert den Fluss 8 km westlich von Mission unmittelbar vor dessen Mündung in den Fraser River. Der Stave River entwässert ein Areal von ca. 1150 km². Der mittlere Abfluss beträgt etwa 127 m³/s. Die höchsten Abflüsse treten gewöhnlich im Juni auf. 